# Lev Borisovici Kamenev
Lev Borisovici Kamenev (Rusă: Лев Борисович Каменев, nume de familie real: Rozenfeld, Розенфельд, n. 6 iulie 1883 (S.N. 18 iulie) - d. 25 august 1936) a fost un revoluționar bolșevic și un politician sovietic proeminent, unul dintre primii membri ai puternicului Politburo al Comitetului Central al Partidului Comunist al Uniunii Sovietice.
S-a născut într-o familie evreiască în Moscova, Rusia.
In 1935 el a devenit victimă a Marii Epurări staliniste care a eliminat aproape toți „vechii bolșevici” din guvernul sovietic. El a fost acuzat de implicare în asasinarea lui Serghei Kirov (o acuzație care a fost falsă) și a fost condamnat la zece ani de închisoare. În 1936 a fost judecat din nou, de această dată pentru trădare împreună cu Zinoviev. Pe 25 august 1936, a fost executat după ce a fost găsit vinovat de acuzațiile care i s-au adus. Kamenev a fost reabilitat în 1988.
A fost căsătorit cu Olga Kameneva, sora lui Lev Troțki.